# Borest
Borest est une commune française située dans le département de l'Oise en région Hauts-de-France.

## Géographie

### Description

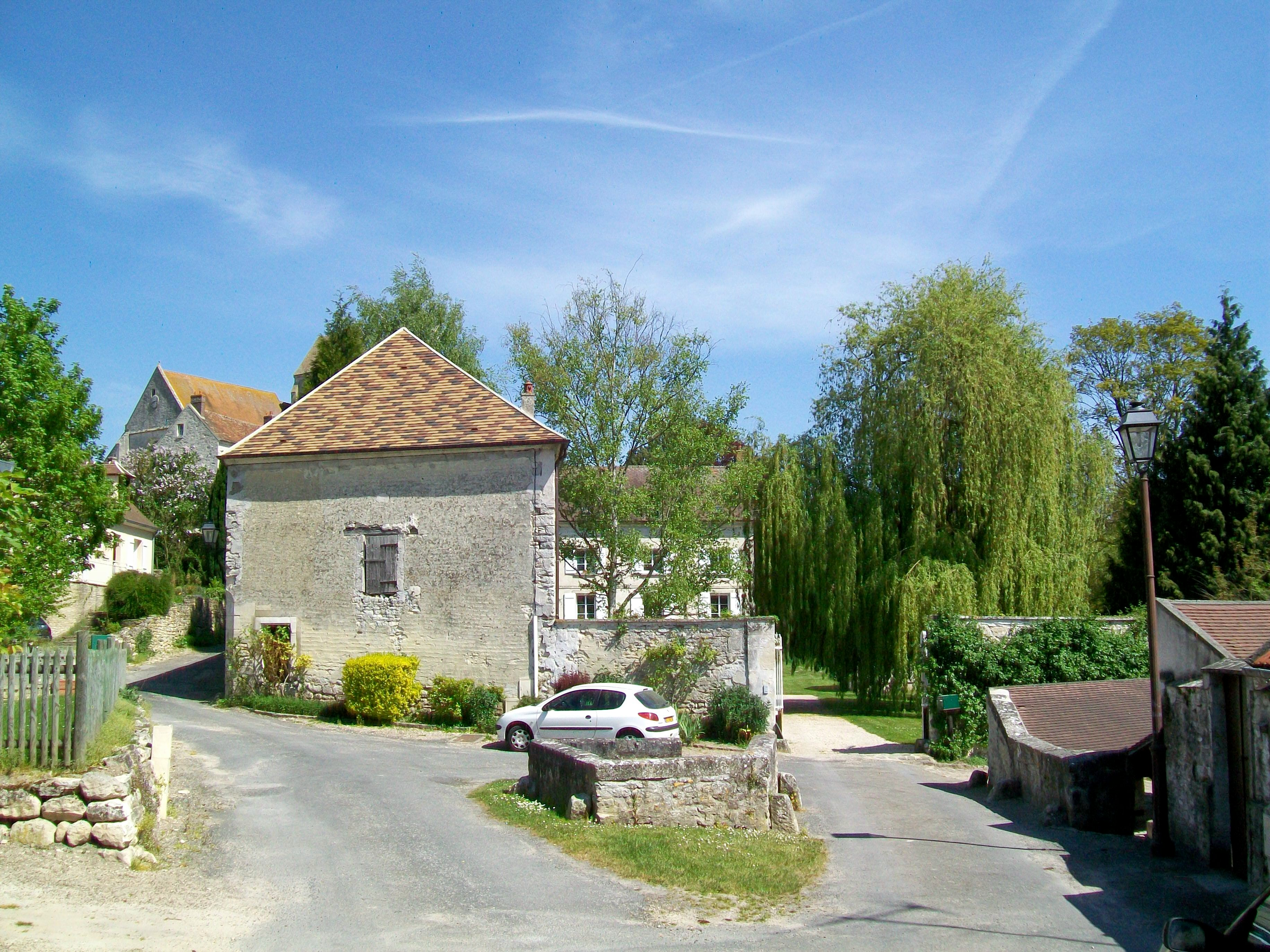
Ambiance de la commune : la rue de la Fontaine.

Borest est située à 7 km au sud-est de Senlis et à 43 km au nord-est de Paris, sur la RD 330a Senlis - Nanteuil-le-Haudouin et la RN 330, qui traverse la commune mais passe à un kilomètre du centre du village. La distance autoroutière de Paris via l'autoroute A1 est de 53 km.
Elle est située à l'orée de la forêt d'Ermenonville.

### Communes limitrophes
La commune a une circonférence de 22,7 km environ. Elle compte quatre communes limitrophes, dont Fontaine-Chaalis à l'est et au sud, avec 10,7 km environ de limites communes. Les autres communes voisines sont Mont-l'Évêque, à l'ouest, Barbery au nord et Montépilloy également au nord. Borest arrive ainsi à 500 m du château de Montépilloy, et à 1 km des premières maisons de Barbery. Le bâtiment-voyageurs de l'ancienne gare de Barbery est par ailleurs situé sur la commune de Borest. La ligne de chemin de fer Chantilly - Ormoy-Villers était toutefois éloignée de 4 km du centre de Borest et ne profitait guère à la commune, restant un petit village rural.
| Barbery          |                  | Montépilloy      |
| Mont-l'Évêque    | Borest           | Fontaine-Chaalis |
| Fontaine-Chaalis | Fontaine-Chaalis | Fontaine-Chaalis |

### Géologie et hydrologie
Le territoire de la commune se partage entre les glacis agricoles de la plaine du Valois et la forêt, qui occupe environ un tiers de la superficie de Borest. La limite entre les deux formes paysagers est matérialisée par la Nonette à l'ouest du village, et par la RD 330a à l'est. La Nonette arrose un vallon humide, souvent marécageux, et avec de multiples sources, formant parfois de courts ruisseaux se déversant rapidement dans la petite rivière. Ces dispositions naturelles ont favorisé la création de cressonnières autour de 1900, aujourd'hui abandonnées. Il en reste des étangs de pêche. Quant à la forêt, elle se partage entre des bois privés, plus proches du village, et la forêt d'Ermenonville, avec quinze parcelles qui entrent en partie dans le périmètre de sécurité du champ de tir de l'armée de terre. Contrairement à la commune voisine de Fontaine-Chaalis, Borest ne partage donc que d'une petite partie de cette forêt domaniale. Ses extrémités sont le poteau de la Croix d'Anleu à l'ouest, et le carrefour du Bosquet du Prince au sud.

### Hydrographie

#### Réseau hydrographique
La commune est située dans le bassin Seine-Normandie. Elle est drainée par la Nonette, le cours d'eau 01 de la commune de la Fontaine-Chaalis et divers bras de la Nonette,,.
La Nonette, d'une longueur de 40 km, prend sa source dans la commune de Nanteuil-le-Haudouin et se jette  dans l'Oise à Saint-Leu-d'Esserent, après avoir traversé 14 communes. 

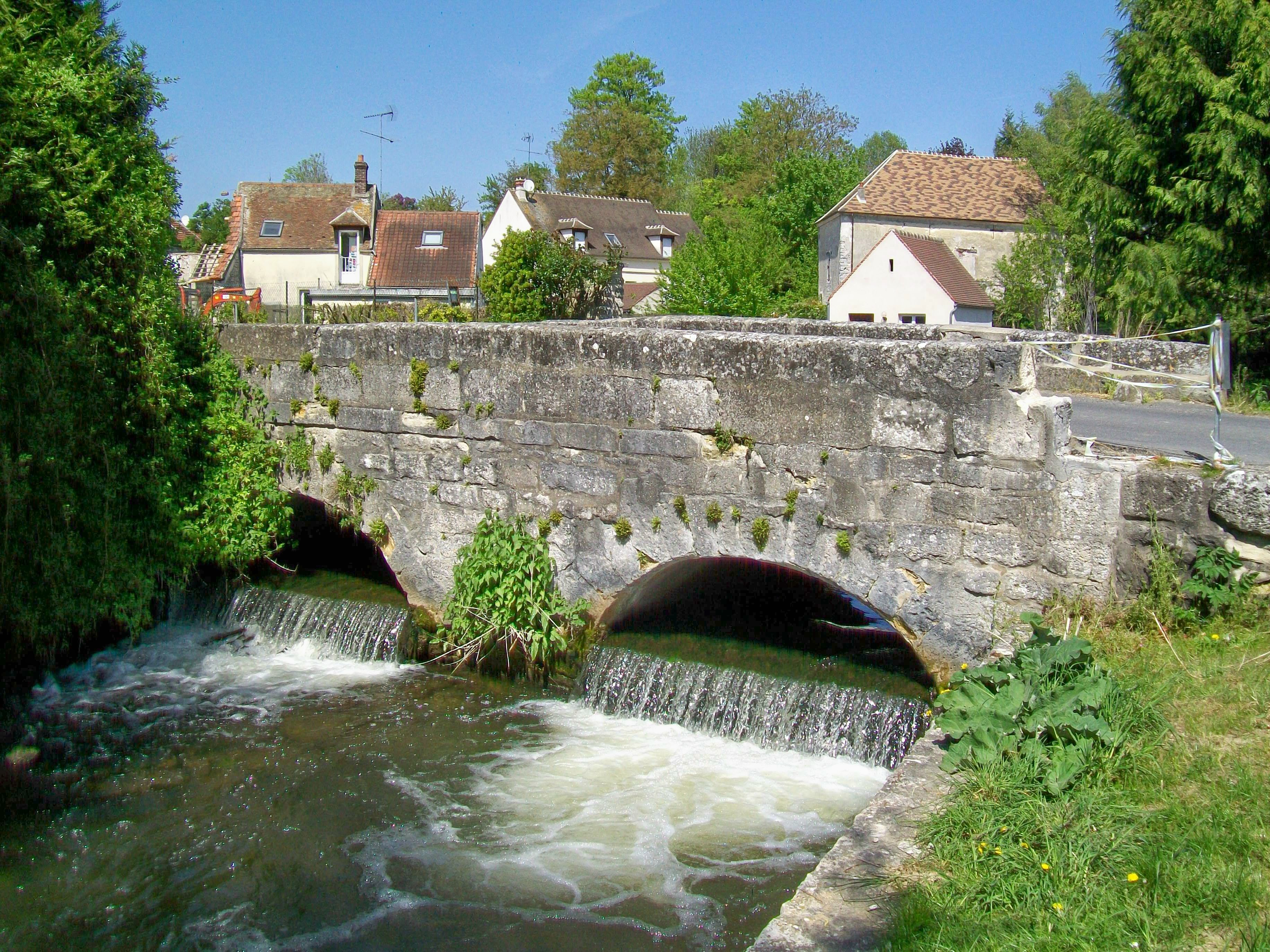
Le pont Saint-Martin sur la Nonette, avec sa petite cascade. La commune est drainée d'est en ouest par la Nonette (rivière) et ses zones humides
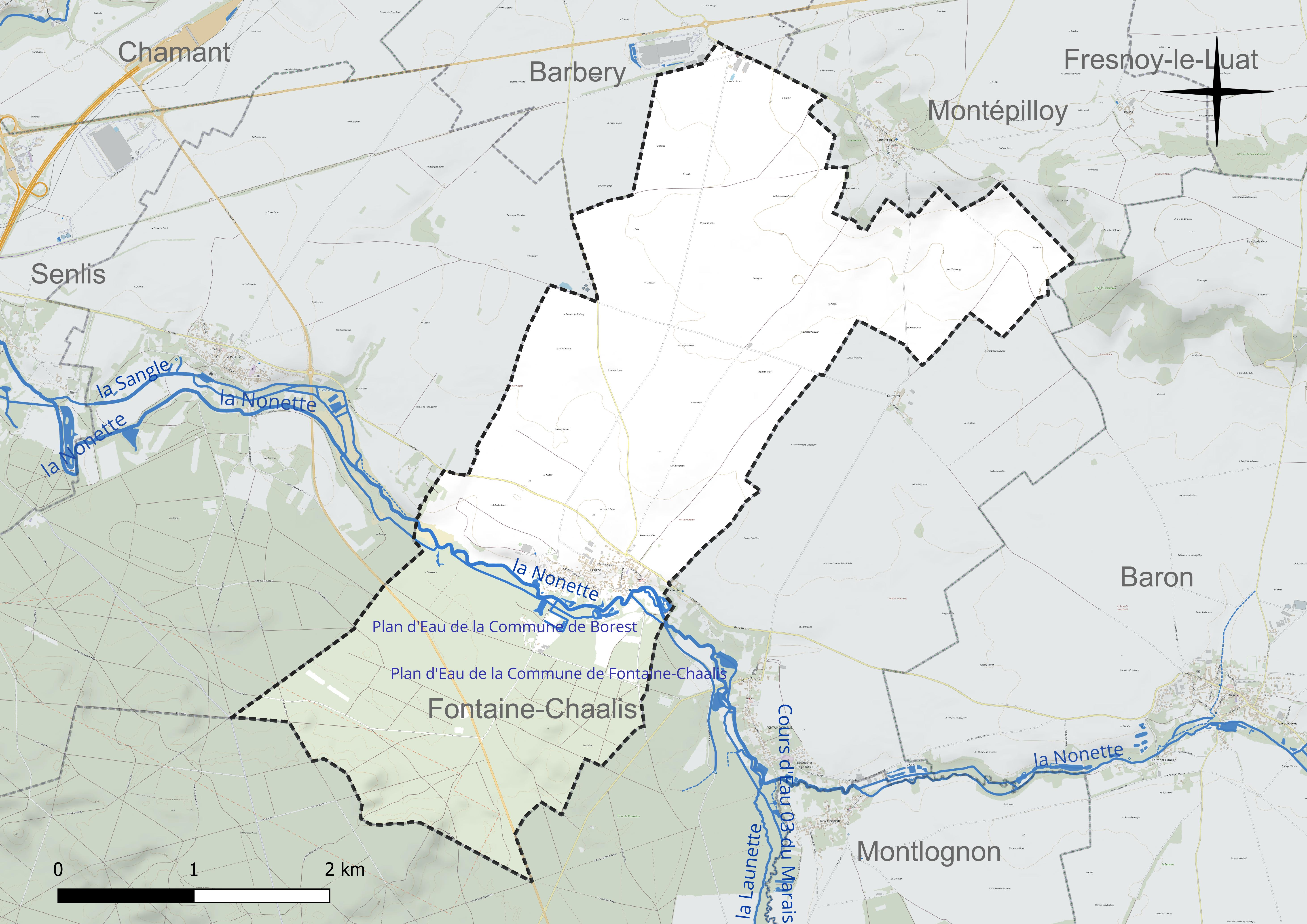
Réseau hydrographique de Borest.

Un plan d'eau complète le réseau hydrographique : le plan d'eau de la commune de Borest (0,8 ha),.

#### Gestion et qualité des eaux
Le territoire communal est couvert par le schéma d'aménagement et de gestion des eaux (SAGE) « Sensée ». Ce document de planification concerne un territoire de 413 km2 de superficie, délimité par le bassin versant de la Nonette et de ses deux principaux affluents, la Launette et l'Aunette. Le périmètre a été arrêté le 3 avril 1998 et le SAGE proprement dit a été approuvé le 28 juin 2006, puis révisé le 15 décembre 2015. La structure porteuse de l'élaboration et de la mise en œuvre est le syndicat Interdépartemental du SAGE de la Nonette. 
La qualité des cours d'eau peut être consultée sur un site dédié géré par les agences de l'eau et l'Agence française pour la biodiversité. 

### Climat
Pour des articles plus généraux, voir Climat des Hauts-de-France et Climat de l'Oise.
En 2010, le climat de la commune est de type climat océanique dégradé des plaines du Centre et du Nord, selon une étude du CNRS s'appuyant sur une série de données couvrant la période 1971-2000. En 2020, Météo-France publie une typologie des climats de la France métropolitaine dans laquelle la commune est dans une zone de transition entre le climat océanique et le climat océanique altéré et est dans la région climatique  Nord-est du bassin Parisien, caractérisée par un ensoleillement médiocre, une pluviométrie moyenne régulièrement répartie au cours de l'année et un hiver froid (3 °C). 
Pour la période 1971-2000, la température annuelle moyenne est de 10,9 °C, avec une amplitude thermique annuelle de 15 °C. Le cumul annuel moyen de précipitations est de 684 mm, avec 11,2 jours de précipitations en janvier et 7,8 jours en juillet. Pour la période 1991-2020, la température moyenne annuelle observée sur la station météorologique la plus proche, située sur la commune du Plessis-Belleville à 11 km à vol d'oiseau, est de 11,4 °C et le cumul annuel moyen de précipitations est de 661,7 mm,. Pour l'avenir, les paramètres climatiques de la commune estimés pour 2050 selon différents scénarios d'émission de gaz à effet de serre sont consultables sur un site dédié publié par Météo-France en novembre 2022.

### Milieux naturels et biodiversité
Borest est membre du parc naturel régional Oise-Pays de France pour la totalité de son territoire, entrant également dans le site inscrit de la vallée de la Nonette, ainsi qu'en partie dans le site classé de la forêt d'Ermenonville, également ZNIEFF type 1.

## Urbanisme

### Typologie
Au 1er janvier 2024, Borest est catégorisée commune rurale à habitat dispersé, selon la nouvelle grille communale de densité à sept niveaux définie par l'Insee en 2022.
Elle est située hors unité urbaine. Par ailleurs la commune fait partie de l'aire d'attraction de Paris, dont elle est une commune de la couronne,. 

### Occupation des sols
L'occupation des sols de la commune, telle qu'elle ressort de la base de données européenne d'occupation biophysique des sols Corine Land Cover (CLC), est marquée par l'importance des territoires agricoles (66 % en 2018), en diminution par rapport à 1990 (68,2 %). La répartition détaillée en 2018 est la suivante : 
terres arables (62,7 %), forêts (29,8 %), zones urbanisées (3,6 %), prairies (2 %), zones agricoles hétérogènes (1,4 %), zones industrielles ou commerciales et réseaux de communication (0,5 %). L'évolution de l'occupation des sols de la commune et de ses infrastructures peut être observée sur les différentes représentations cartographiques du territoire : la carte de Cassini (XVIIIe siècle), la carte d'état-major (1820-1866) et les cartes ou photos aériennes de l'IGN pour la période actuelle (1950 à aujourd'hui).

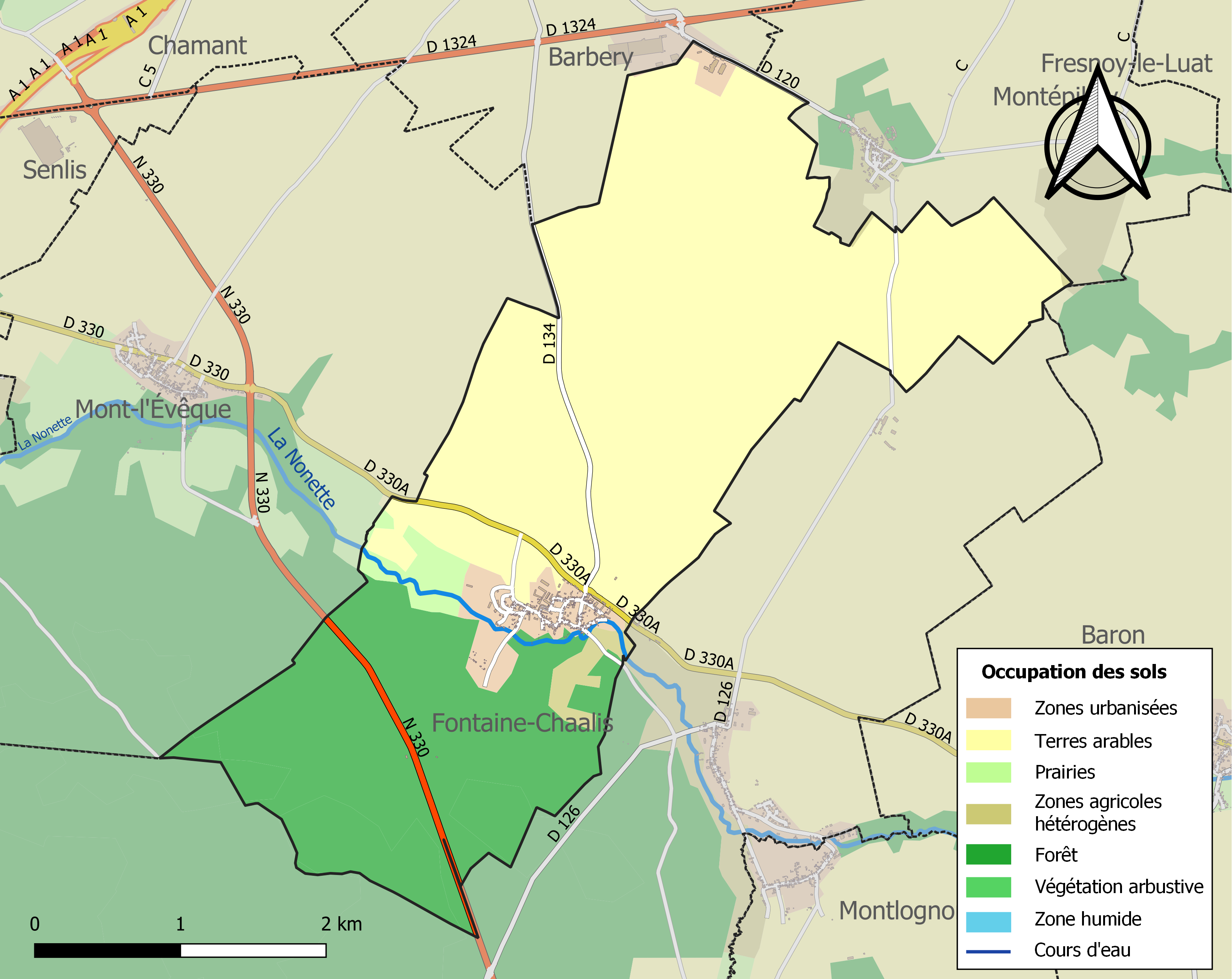
Carte des infrastructures et de l'occupation des sols de la commune en 2018 (CLC).

### Habitat et logement
En 2018, le nombre total de logements dans la commune était de 162, alors qu'il était de 153 en 2013 et de 150 en 2008.
Parmi ces logements, 87 % étaient des résidences principales, 3,7 % des résidences secondaires et 9,3 % des logements vacants. Ces logements étaient pour 95,7 % d'entre eux des maisons individuelles et pour 3,7 % des appartements.
Le tableau ci-dessous présente la typologie des logements à Borest en 2018 en comparaison avec celle de l'Oise et de la France entière. Une caractéristique marquante du parc de logements est ainsi une proportion de résidences secondaires et logements occasionnels (3,7 %) supérieure à celle du département (2,5 %) et à celle de la France entière (9,7 %). Concernant le statut d'occupation de ces logements, 70,9 % des habitants de la commune sont propriétaires de leur logement (66,9 % en 2013), contre 61,4 % pour l'Oise et 57,5 pour la France entière.
| Typologie                                               | Borest | Oise | France entière |
| ------------------------------------------------------- | ------ | ---- | -------------- |
| Résidences principales (en %)                           | 87     | 90,4 | 82,1           |
| Résidences secondaires et logements occasionnels (en %) | 3,7    | 2,5  | 9,7            |
| Logements vacants (en %)                                | 9,3    | 7,1  | 8,2            |

### Voies de communication et transports
La commune est desservie, en 2023, par la ligne 636 du réseau interurbain de l'Oise.

## Toponymie
Le nom de la localité est attesté sous les formes Borestum villa (VIe siècle) ; Borretum villa (VIe siècle) ; Boretum (vers 1040) ; « in pago belvacensi in villa borreti » (vers 1032) ; Borreum (vers 1080) ; Borret (1136) ; inter Borez et Fontanas (1166) ; ecclesiam de Borreto (1182) ; Borraz (1190) ; infra aquam de Borrest (1190) ; Borracum (1191) ; in territorio borraci (1193) ; Borretz (1227) ; Guido de Borres (1227) ; Guido de Borret (1221) ; Guidonis de Borrez (1232) ; villa que dicitur Borest (1243) ; de Borreto (1244) ; apud Borretum (1245) ; Borrets (1248) ; Borratum (1266) ; de Borreto (1258) ; Borretum (1269) ; de Borraco (1271) ; Borres (1331) ; Borrest (1340) ; Boretz (1448) ; Boret (1530-1560) ; borraiz (1561) ; Borrets (1536) ; Borests (1659) ; Borestz (1728) ; Borayz (1667) ; Borrestz (vers 1750) ; Borest (1840).

## Histoire

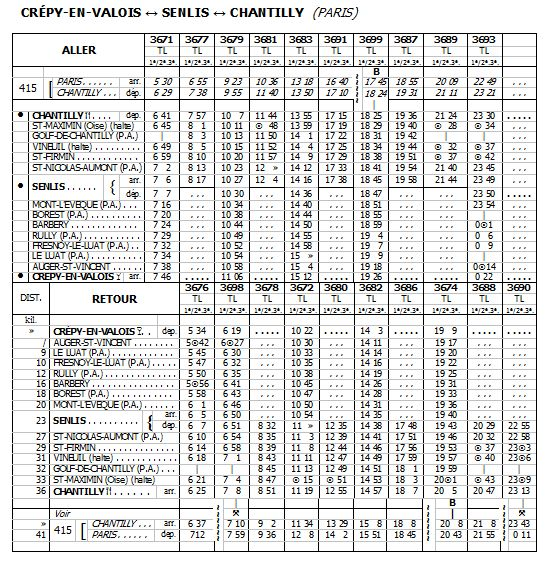
Horaires de la ligne de Chantilly-Gouvieux à Crépy-en-Valois en 1936.

Le village accueillait sur son territoire  la gare de Barbery sur la ligne de Chantilly - Gouvieux à Crépy-en-Valois, qui a fonctionné de 1870 à 1939.
Après les destructions de la Première Guerre mondiale, la gare est reconstruite sur les plans de Gustave Umbdenstock

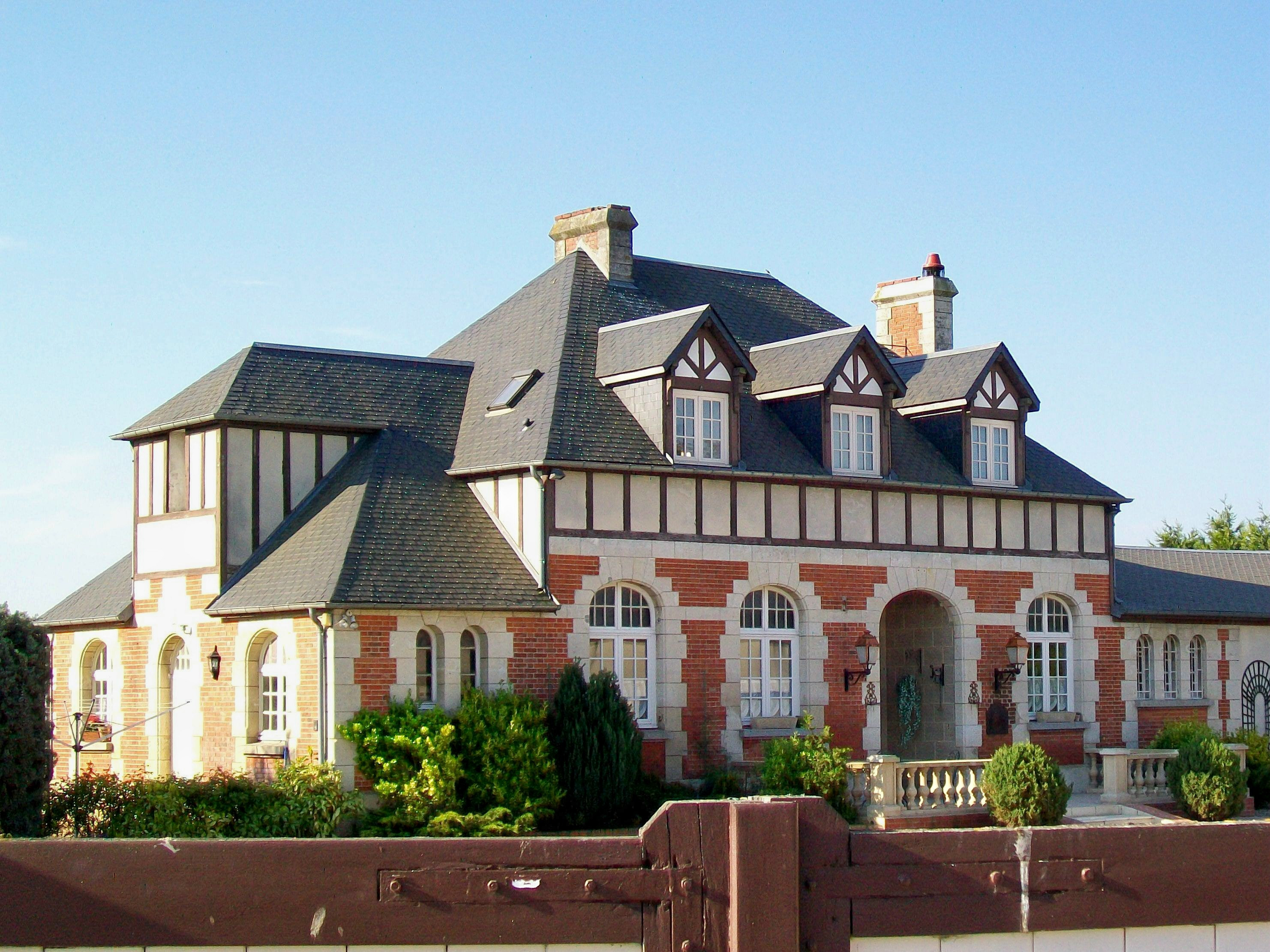
La gare de Barbery.

## Politique et administration

### Rattachements administratifs et électoraux
La commune se trouve dans l'arrondissement de Senlis du département du Oise. Pour l'élection des députés, elle fait partie de la quatrième circonscription de l'Oise.
Elle fait partie depuis 1802 du canton de Nanteuil-le-Haudouin. Dans le cadre du redécoupage cantonal de 2014 en France, ce canton, comprenant toujours Borest, passe de 19 à 46 communes.

### Intercommunalité
Jusqu'au début de l'année 2009, la commune appartenait à la communauté de communes du Pays de Senlis qui regroupait 19 collectivités.
À la suite de désaccords profonds entre élus des communes membres, le préfet a décidé de dissoudre l'intercommunalité le 30 avril 2009.
Il autorise la création : 

- de la Communauté de communes des Trois Forêts (CC3F) avec les 5 communes de Senlis, Aumont-en-Halatte, Courteuil, Chamant et Fleurines.

- de la communauté de communes Cœur Sud Oise (CCCSO), regroupant treize communes et dont le siège était à Ognon, l'une des plus petites de l'intercommunalité.
Dans le cadre des dispositions de la loi portant nouvelle organisation territoriale de la République (Loi NOTRe) du 7 août 2015, qui prévoit que les établissements publics de coopération intercommunale (EPCI) à fiscalité propre doivent avoir un minimum de 15 000 habitants,, le schéma départemental de coopération intercommunale approuvé par le préfet de l'Oise le 24 mars 2016 prévoit notamment la fusion de la communauté de communes des Trois Forêts et de la communauté de communes Cœur Sud Oise.
Après consultation des conseils municipaux et communautaires concernés, la nouvelle intercommunalité, recréant de fait l'ancienne communauté de communes du Pays de Senlis (sans Orry-la-Ville), dont la scission en 2010 avait créée ces deux intercommunalités, est constituée au 1er janvier 2017 par un arrêté préfectoral du 14 novembre 2016  sous le nom de communauté de communes Senlis Sud Oise, dont la commune est désormais membre.

### Liste des maires
| Période                                  | Période                       | Identité             | Étiquette | Qualité                           |
| ---------------------------------------- | ----------------------------- | -------------------- | --------- | --------------------------------- |
| Les données manquantes sont à compléter. |                               |                      |           |                                   |
|                                          |                               | Gilbert Degraeve     |           |                                   |
| Les données manquantes sont à compléter. |                               |                      |           |                                   |
| mars 2001                                | 2014                          | Yves Duchesne        | DVD       |                                   |
| 2014                                     | mai 2020                      | Marie-Paule Eeckhout |           | Retraitée de la fonction publique |
| mai 2020                                 | En cours (au 11 octobre 2021) | Bruno Sicard         |           |                                   |

Le nombre d'habitants, au dernier recensement, étant compris entre 100 et 499, le nombre de membres du conseil municipal est de 11.

## Population et société

### Démographie

#### Évolution démographique
L'évolution du nombre d'habitants est connue à travers les recensements de la population effectués dans la commune depuis 1793. Pour les communes de moins de 10 000 habitants, une enquête de recensement portant sur toute la population est réalisée tous les cinq ans, les populations de référence des années intermédiaires étant quant à elles estimées par interpolation ou extrapolation. Pour la commune, le premier recensement exhaustif entrant dans le cadre du nouveau dispositif a été réalisé en 2008.

En 2022, la commune comptait 356 habitants, en évolution de +7,88 % par rapport à 2016 (Oise : +0,87 %, France hors Mayotte : +2,11 %).
| 1793 | 1800 | 1806 | 1821 | 1831 | 1836 | 1841 | 1846 | 1851 |
| ---- | ---- | ---- | ---- | ---- | ---- | ---- | ---- | ---- |
| 240  | 327  | 335  | 356  | 427  | 407  | 407  | 388  | 359  |

| 1856 | 1861 | 1866 | 1872 | 1876 | 1881 | 1886 | 1891 | 1896 |
| ---- | ---- | ---- | ---- | ---- | ---- | ---- | ---- | ---- |
| 361  | 306  | 326  | 310  | 312  | 327  | 327  | 316  | 336  |

| 1901 | 1906 | 1911 | 1921 | 1926 | 1931 | 1936 | 1946 | 1954 |
| ---- | ---- | ---- | ---- | ---- | ---- | ---- | ---- | ---- |
| 314  | 303  | 271  | 236  | 257  | 255  | 257  | 287  | 305  |

| 1962 | 1968 | 1975 | 1982 | 1990 | 1999 | 2006 | 2008 | 2013 |
| ---- | ---- | ---- | ---- | ---- | ---- | ---- | ---- | ---- |
| 312  | 295  | 310  | 271  | 343  | 326  | 339  | 349  | 329  |

| 2018 | 2022 | - | - | - | - | - | - | - |
| ---- | ---- | - | - | - | - | - | - | - |
| 338  | 356  | - | - | - | - | - | - | - |

#### Pyramide des âges
La population de la commune est relativement jeune.
En 2018, le taux de personnes d'un âge inférieur à 30 ans s'élève à 34,3 %, soit en dessous de la moyenne départementale (37,3 %). À l'inverse, le taux de personnes d'âge supérieur à 60 ans est de 21,6 % la même année, alors qu'il est de 22,8 % au niveau départemental.
En 2018, la commune comptait 164 hommes pour 174 femmes, soit un taux de 51,48 % de femmes, légèrement supérieur au taux départemental (51,11 %).
Les pyramides des âges de la commune et du département s'établissent comme suit.
| Hommes | Classe d’âge | Femmes |
| ------ | ------------ | ------ |
| 0,0    | 90 ou +      | 0,6    |
| 3,0    | 75-89 ans    | 5,7    |
| 18,9   | 60-74 ans    | 14,9   |
| 26,2   | 45-59 ans    | 25,3   |
| 15,9   | 30-44 ans    | 20,7   |
| 9,8    | 15-29 ans    | 17,2   |
| 26,2   | 0-14 ans     | 15,5   |

| Hommes | Classe d’âge | Femmes |
| ------ | ------------ | ------ |
| 0,5    | 90 ou +      | 1,4    |
| 5,5    | 75-89 ans    | 7,6    |
| 15,6   | 60-74 ans    | 16,3   |
| 20,8   | 45-59 ans    | 20     |
| 19,4   | 30-44 ans    | 19,4   |
| 17,6   | 15-29 ans    | 16,2   |
| 20,6   | 0-14 ans     | 19,1   |

## Culture locale et patrimoine

### Lieux et monuments
Les communes de Senlis, Ermenonville, Borest, Mont-l'Evèque et Fontaine-Chaalis sollicitent en 2013 leur reconnaissance comme Pays d'art et d'histoire.
Borest compte trois monuments historiques sur son territoire :
- La Queusse de Gargantua, route de Nanteuil (D 330a), au carrefour avec la rue aux Pierres, à l'entrée du village en venant de Senlis, menhir (classé monument historique par arrêté du 10 juillet 1944[40]) : Bloc de grès mesurant près de 4,5 m de haut, pour un tiers enfoncé dans le sol. Queuse signifie pierre à aiguiser[41].
- Église Saint-Martin, rue de l'Église (inscrite monument historique  en 1930[42]) : 
L'église est remarquablement situé au sommet d'une butte, et sa silhouette s'apprécie particulièrement depuis la vallée, de la route venant de Fontaine-Chaalis. Son histoire reste mal connue. 
L'intéressant portail du milieu du XIIe siècle est la partie la plus ancienne de l'église. Le chœur au chevet plat éclairé par un triplet, ses deux chapelles latérales et le petit clocher forment un ensemble cohérent de style gothique, qui se distingue par son dépouillement raffiné, et tire son influence de l'architecture cisterciennes et de l'abbatiale de Chaalis toute proche. 
La nef et son unique bas-côté ont été reconstruites au second quart du XVIe siècle dans le style gothique flamboyant, et sont également d'une construction soignée, même si les contraintes économiques ont obligé de concentrer l'effort décoratif sur l'intérieur[43],[44].

- Vestiges du prieuré Sainte-Geneviève, sur l'emprise de la grande ferme à l'ouest du village, rue Élisabeth-Roussel (inscrits monument historique en 1930[45]) : 
Il s'agit d'une partie de son ancien logis du XIVe siècle et des ruines de sa chapelle du XIIe siècle, lourdement endommagée début septembre 1914 lors de la Première Guerre mondiale. 
N'en restent qu'une partie du chœur et le mur oriental du clocher roman, qui était encore intact au début des années 1960, mais s'est écroulé ensuite en l'absence d'entretien. Le clocher se dressait sur la première travée du chœur, qui en comptait deux. De l'étage de beffroi du clocher, subsistent deux baies plein cintre cantonnées de colonnettes à chapiteaux, dont le caractère permet une datation pour la fin du XIe siècle. Rien de précis n'est connu de la nef de l'église[46],[47],[48].

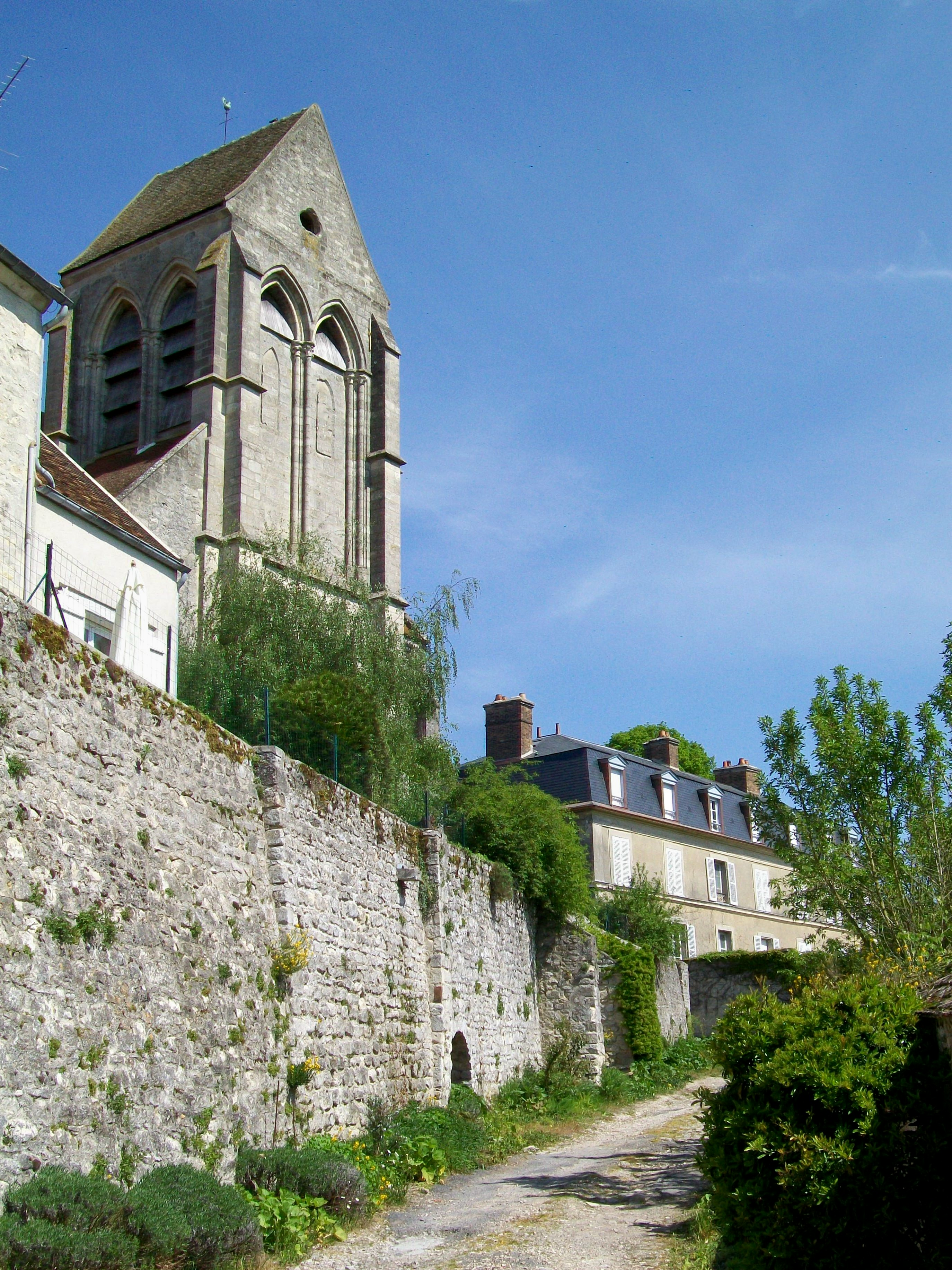
Le clocher de l'église, vu depuis la rue de la fontaine Saint-Martin.
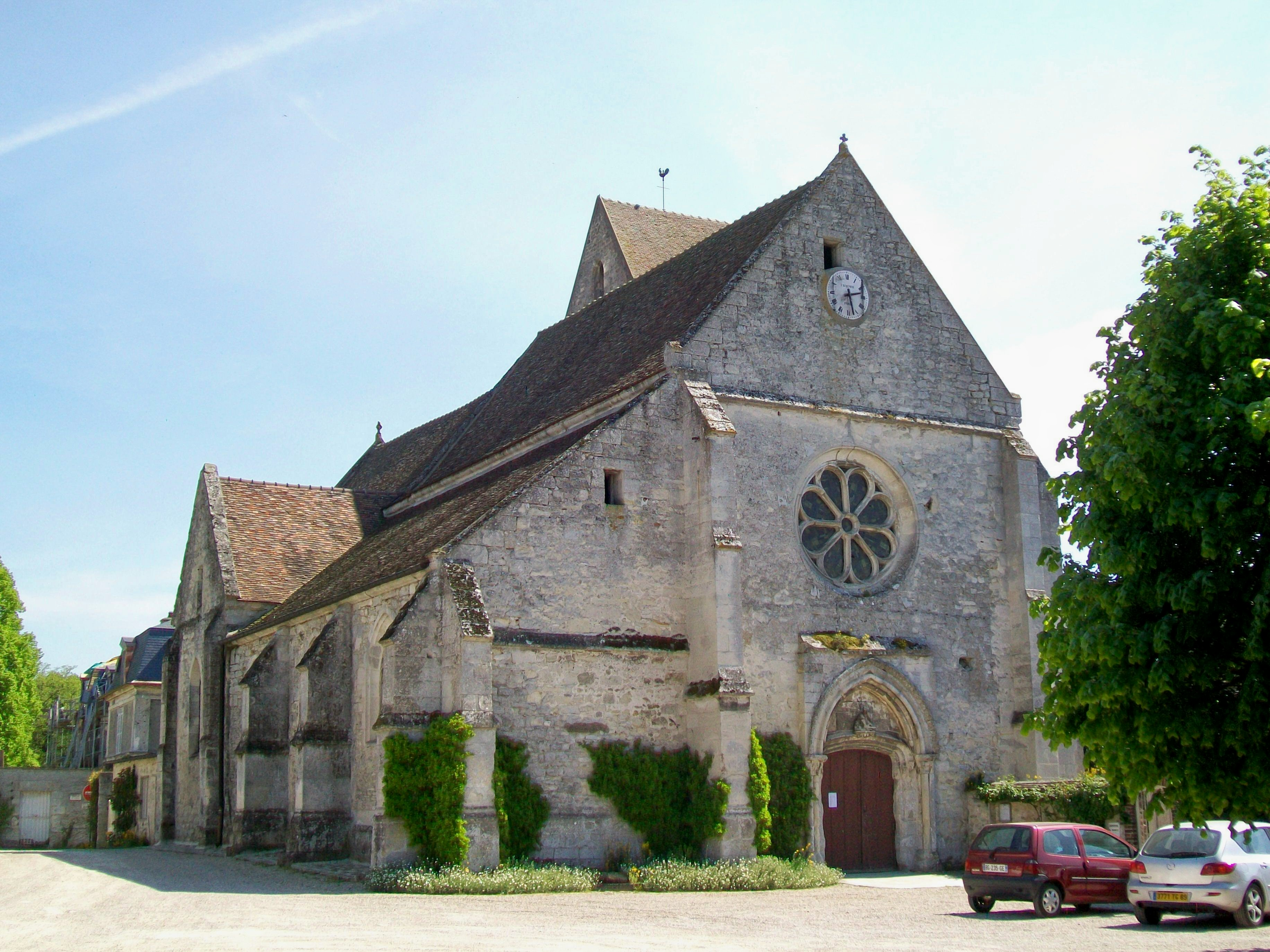
L'église Saint-Martin de Borest, vue depuis le nord-ouest.
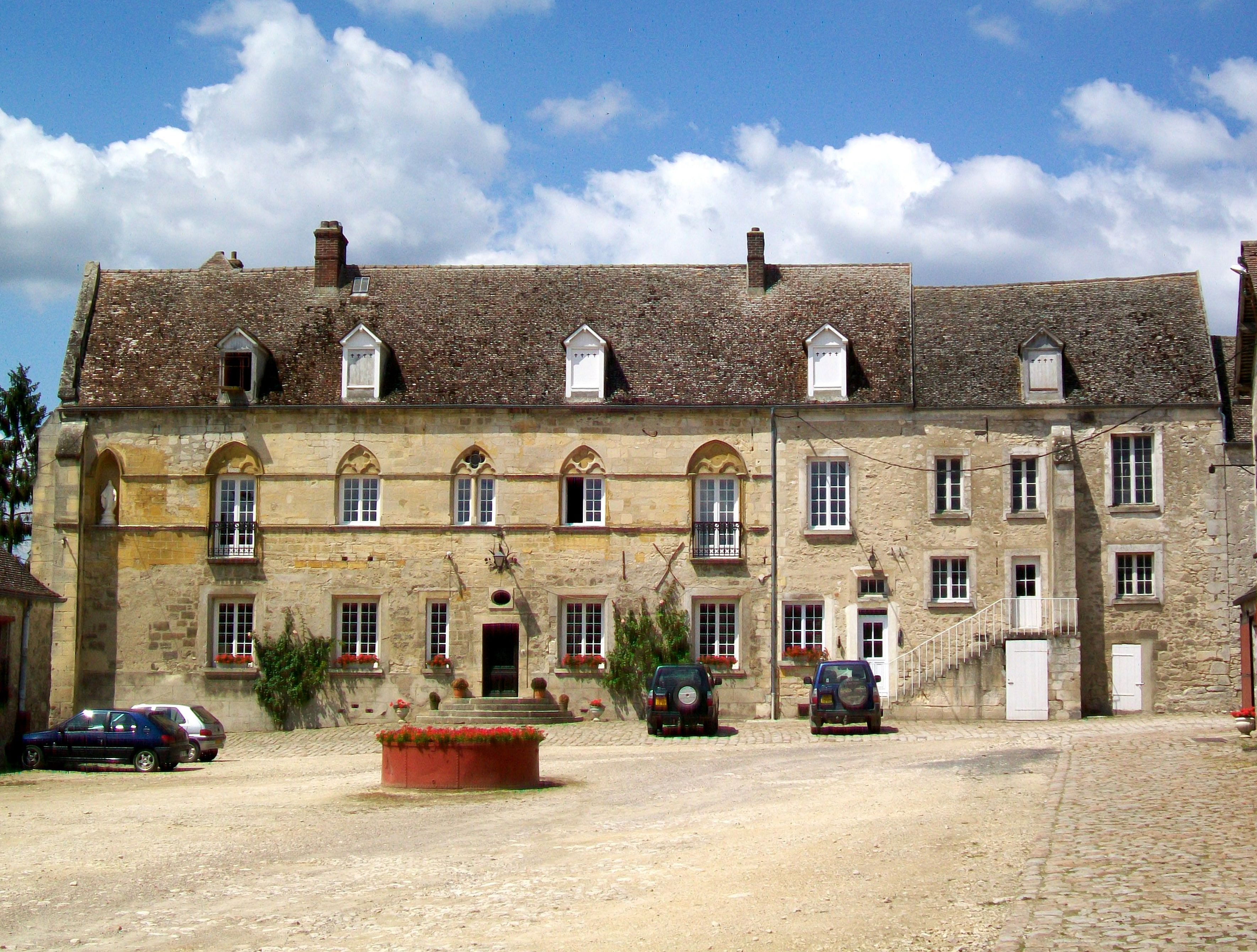
Le logis du XIVe siècle de l'ancien prieuré Sainte-Geneviève, façade ouest.
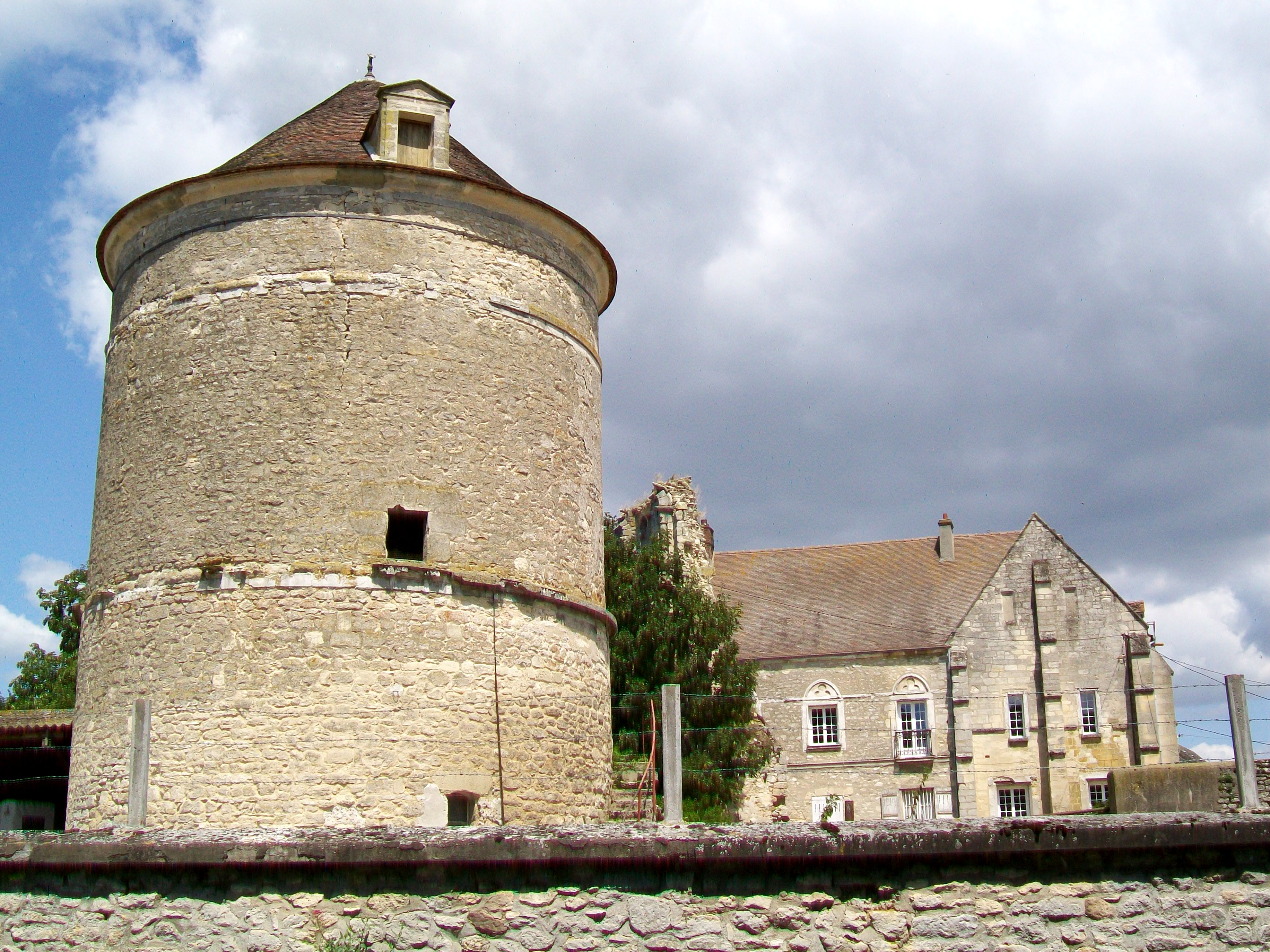
Colombier, vestige du clocher de la chapelle du XIIe siècle et façade sud du logis.
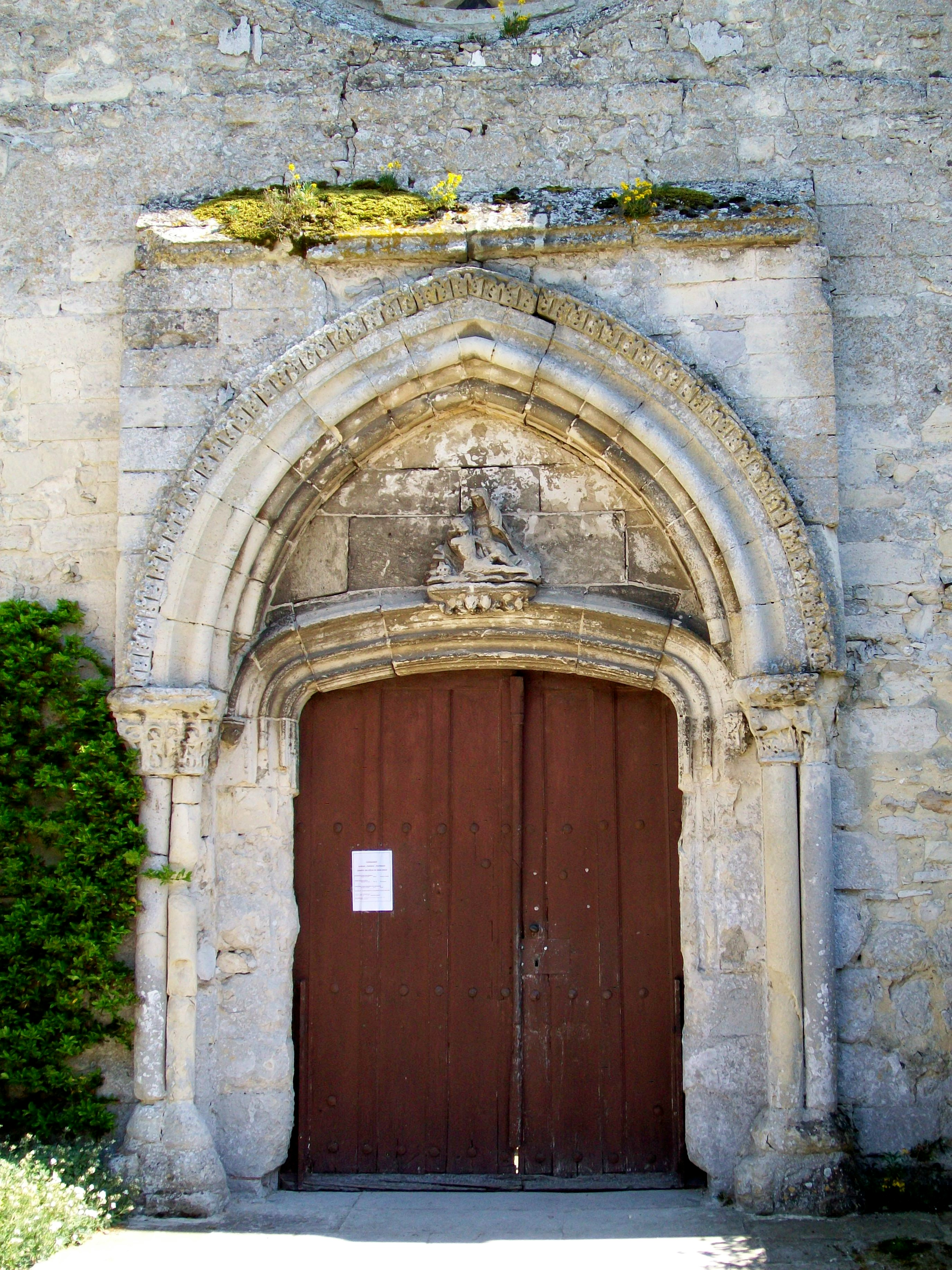
Le portail de l'église Saint-Martin, de la période de transition entre le roman et le gothique.

On peut également signaler :
- À côté de la ruine du clocher u prieuré Sainte-Geneviève, se trouve un magnifique colombier du XVIIe siècle sous la forme d'une épaisse tour ronde.
- La fontaine Saint-Martin, rue de la Fontaine-Saint-Martin : source captée à environ 1,30 m en dessous du niveau de la rue. Un escalier permet de descendre vers le petit bassin d'environ 2 m2, et un mur bas en pierres brutes entoure la cavité afin d'éviter des chutes accidentelles des piétons. Cette source à débit relativement important alimente le lavoir voisin et, par son intermédiaire, la Nonette. Depuis la fontaine, l'on bénéficie d'une belle vue sur le clocher de l'église en haut de sa butte, et l'on aperçoit le vieux moulin transformé en habitation, entouré d'un vaste jardin.
- Le lavoir de la fontaine Saint-Martin, rue de la fontaine Saint-Martin : bassin en contrebas de la fontaine, avec deux toits en appentis de gauche et de droite, et des murs de trois côtés, sauf vers la Nonette. Le bassin se situe à la même hauteur que la source voisine, et des escaliers permettent d'y accéder : du fait que l'on ne peut pas contourner le bassin à l'intérieur du lavoir, il faut deux accès différents. Celui de droite est situé sous le pignon, vers la rue ; celui de gauche est situé dans le mur latéral, sur le court chemin conduisant vers l'abreuvoir sur la Nonette. Cet abreuvoir ne dispose pas d'aménagements particuliers ; il se présente comme un simple gué, mais d'un côté de la rivière seulement.
- Le château de la Boissière, rue de l'Église : voisin de l'église, il se présente comme un sobre bâtiment de style classique, à un étage et avec un toit à la Mansart, couvert d'ardoise. Avec sa situation privilégiée en haut de la butte, il surplombe la vallée de la Nonette et domine son parc paysager qui s'étend jusqu'à la rue du Pont Saint-Martin. Des douves le protègent vers la rue ; il s'agit d'un ruisseau canalisé dont le lit a été aménagé avec des murs. Au sein du parc, la Nonette se divise en deux bras, et un étang avec des îles contribue également à son charme.
- Le parc Saint-Vincent, rue Élisabeth-Roussel : parc d'une grande demeure de la fin de l'Ancien Régime, aménagé sous le Second Empire. Complètement laissé à l'abandon depuis la Seconde Guerre mondiale, ce parc de 3 ha n'a été restauré qu'à la fin du XXe siècle par son actuel propriétaire, qui l'a traité en jardin anglais. Le parc comporte un potager, une gloriette, un lavoir et surtout un étang avec une île, et descend jusqu'à la Nonette. Il est ouvert au public du 1er juin au 15 octobre, du vendredi au lundi ainsi que les jours fériés, les après-midis, moyennant un droit d'entrée[49],[50].
- Le calvaire, près du menhir, route de Nanteuil : haute et mince colonne monolithique en pierre sur un socle relativement petit, surmonté d'un crucifix en fer forgé, finement ciselé.

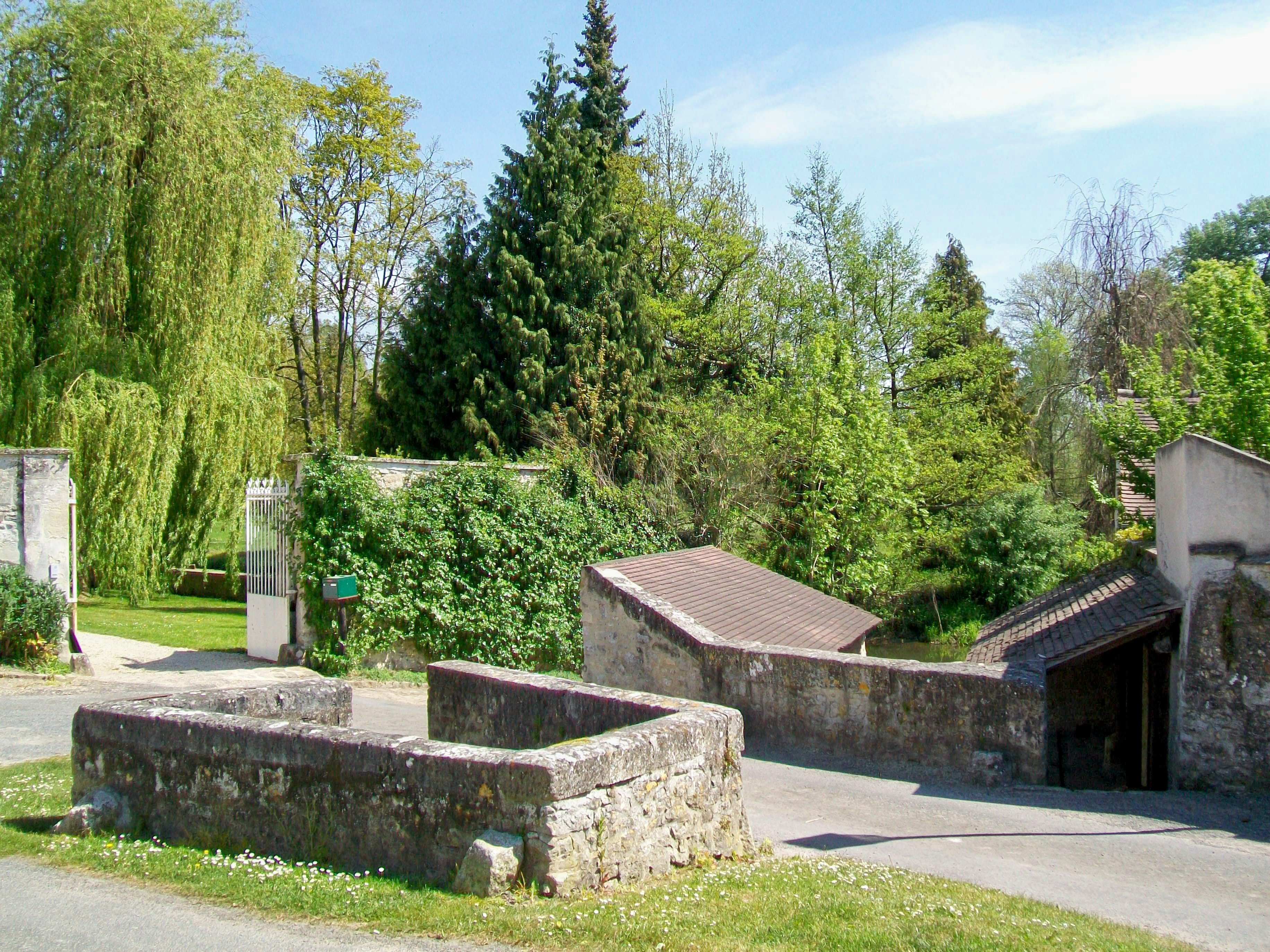
Rue de la Fontaine-Saint-Martin : la fontaine Saint-Martin, au premier plan, et le lavoir.
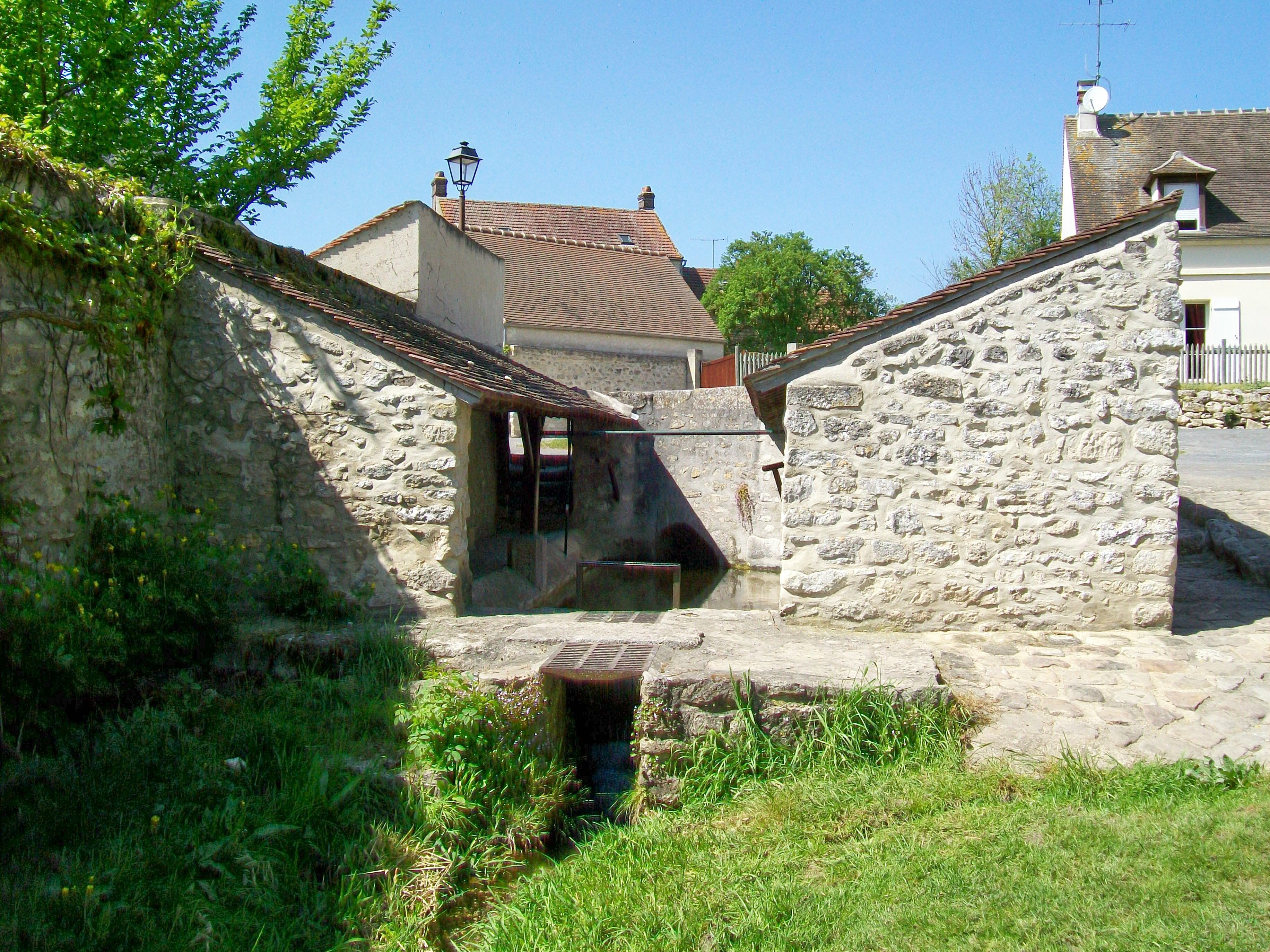
Le lavoir de la fontaine Saint-Martin, depuis le sud. Il est traversé par le ruisseau issu de la source.
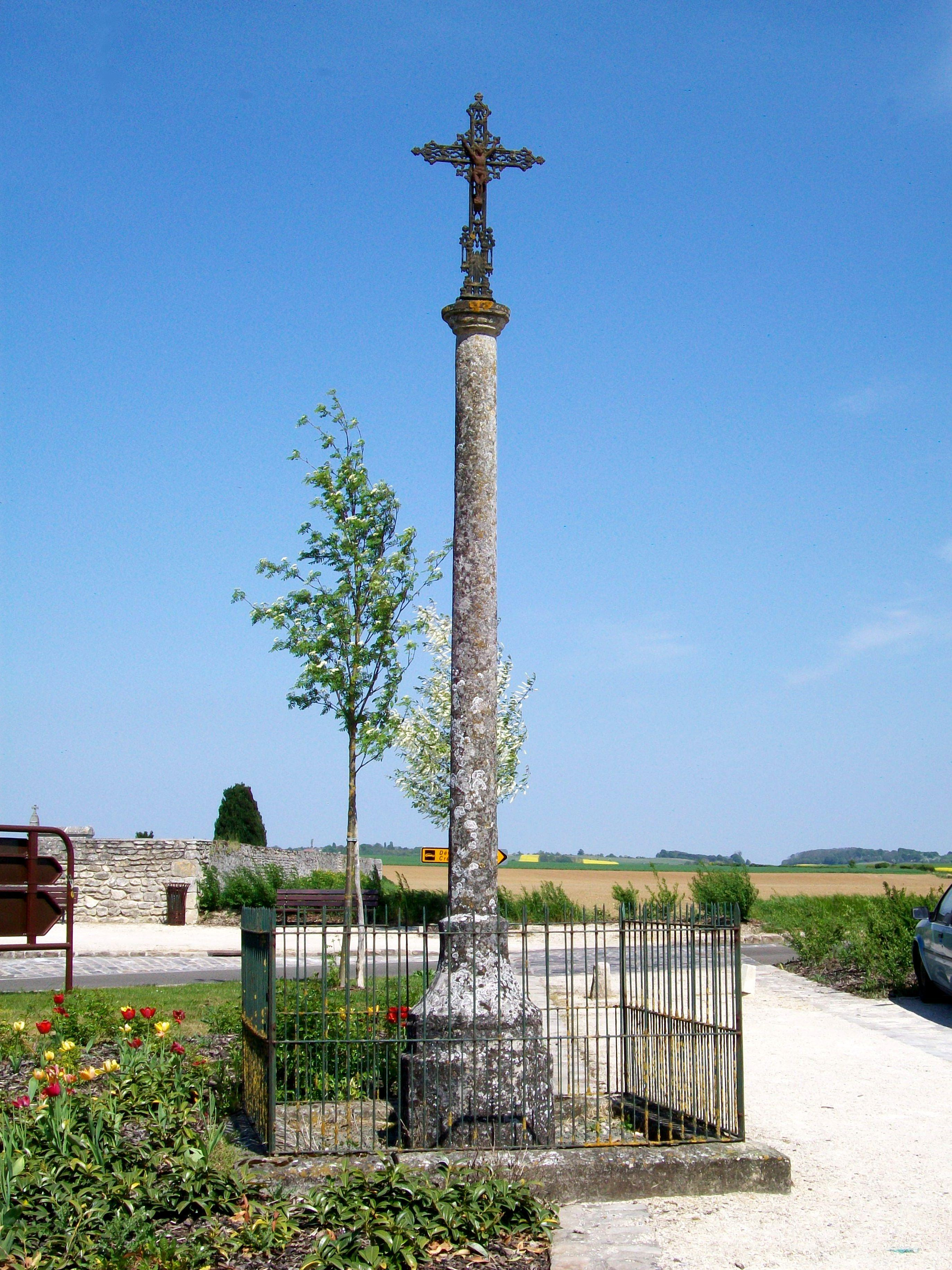
Le calvaire au carrefour à l'entrée du village depuis la D 330, en face du cimetière et non loin du menhir.
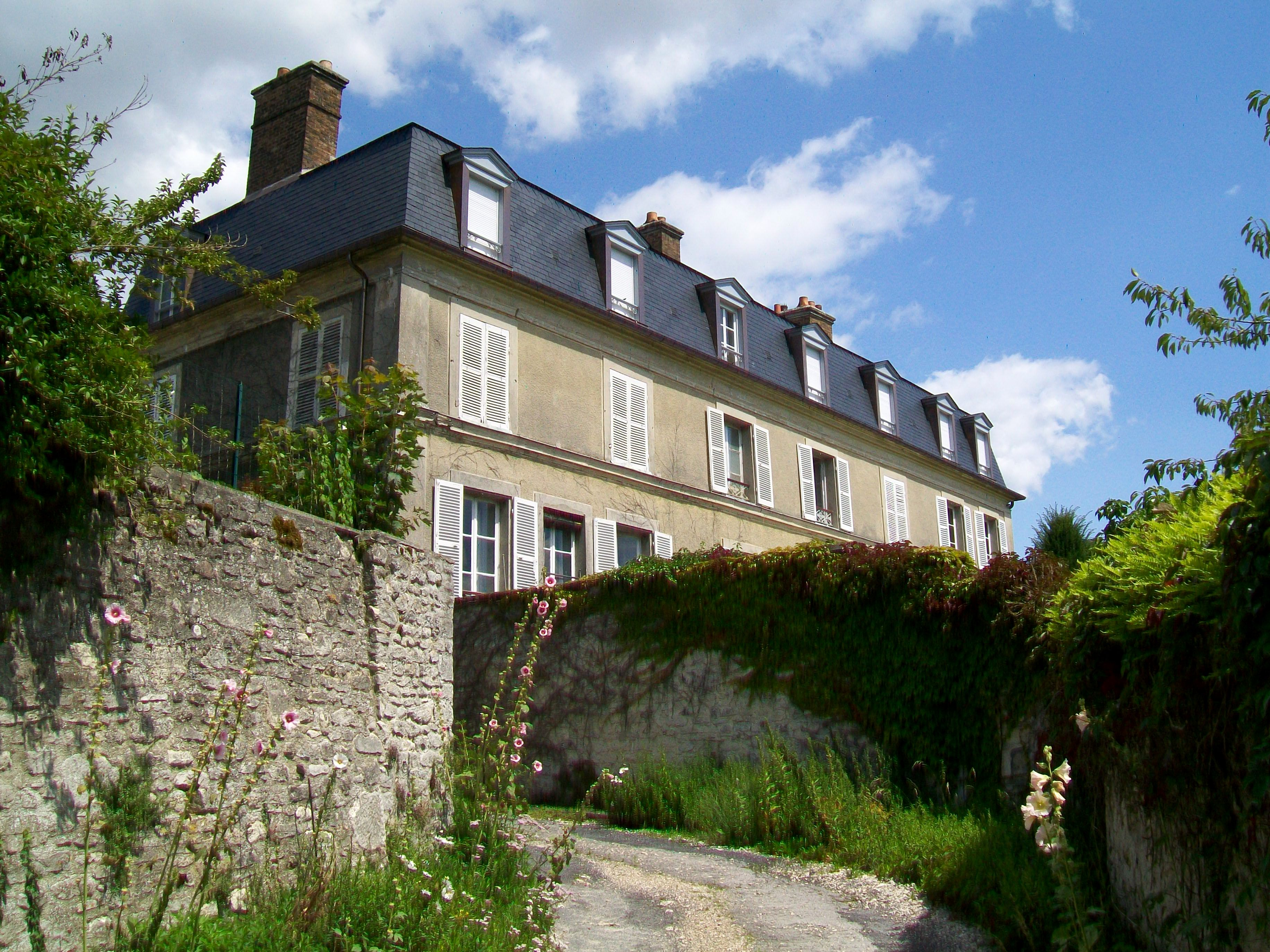
Le château de la Boissière, vu depuis la rue de la Fontaine-Saint-Martin.
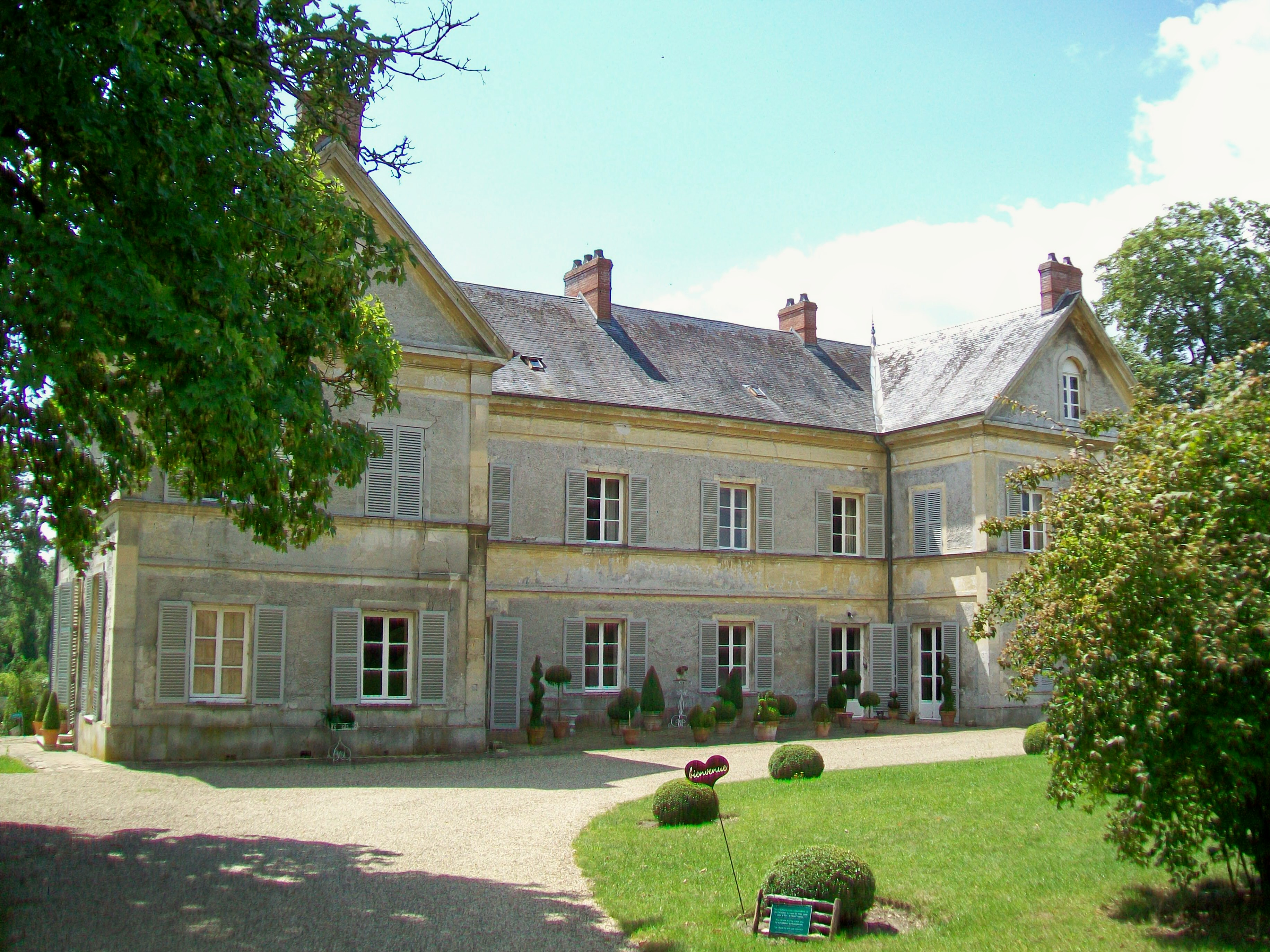
Le manoir Saint-Vincent, de la fin du XVIIIe siècle, réaménagé sous le Second Empire.
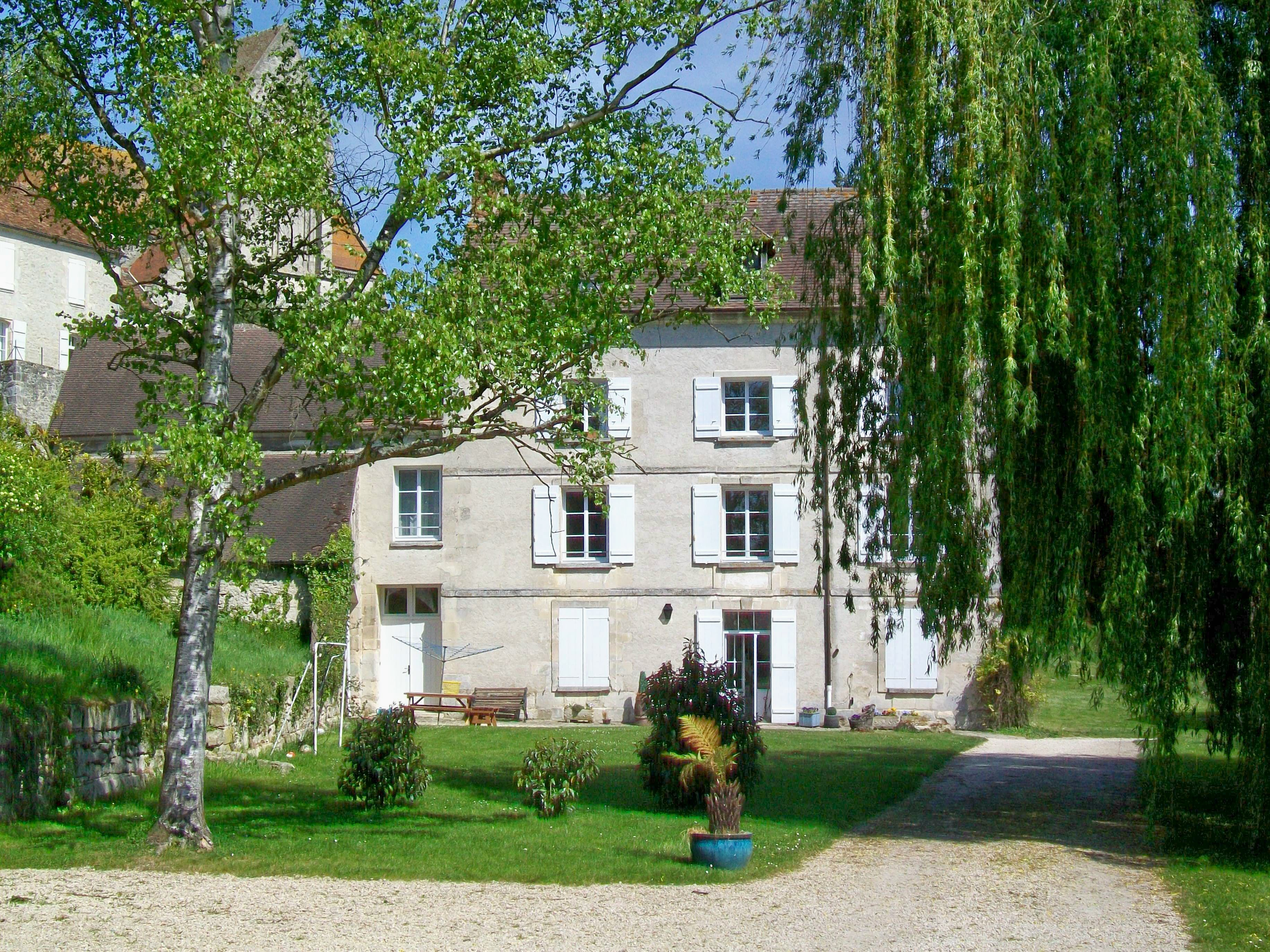
L'ancien moulin